# Frônôbo
Frônôbo est une localité du District des Lacs en Côte d'Ivoire dans la région du Moronou.  La localité de Frônôbo est située dans le département de Bongouanou.